# Mihálffy Béla
Mihálffy Béla Lajos (Szeged, 1970. január 26. –) magyar őstermelő, politikus, 2022-től országgyűlési képviselő (KDNP).

## Élete
1988-ban érettségizett a szegedi Széchenyi István Gimnáziumban, majd külkereskedelmi ügyintézői végzettséget szerzett. 
1989 és 199 között mezőgazdasági őstermelőként, majd a Pick Szeged Zrt. beszerzési munkatársaként dolgozott, 2004-től 2010-ig pedig az Alföld 2005 Start Kft. beszerzési munkatársa volt. 2006 óta vesz részt aktívan Kiskundorozsma közéletében, és ebben az évben Szeged-Kiskundorozsma részönkormányzatának tagja lett, majd 2010 és 2022 között a településrész önkormányzati képviselője volt a szegedi közgyűlésben, emellett főállásban az Országgyűlés Hivatalának állandó munkatársaként dolgozott. Tagja lett a SZETÁV felügyelőbizottságának is.
A 2022-es országgyűlési választáson a Fidesz-KDNP jelöltjeként indult Csongrád-Csanád megye 2. számú választókerületében, ahol a szavazatok 45,29%-ával egyéni országgyűlési képviselővé választották, Mihálik Edvint és Toroczkai Lászlót előzte meg. Az Országgyűlés jegyzője, illetve a mezőgazdasági bizottság, a vízgazdálkodási albizottság és a kertészeti albizottság tagja lett.
Nős, négy lánygyermek édesapja. Hobbija a labdarúgás, kapusként évtizedekig aktívan játszott alsóbb osztályokban.